# Comuna Lîpnîkî, Mostîska
Lîpnîkî (în ucraineană Липники) este o comună în raionul Mostîska, regiunea Liov, Ucraina, formată din satele Doboșcivka, Lîpnîkî (reședința) și Strilețke.

## Demografie
Componența lingvistică a comunei Lîpnîkî
     Ucraineană (33,15%)
Conform recensământului din 2001, majoritatea populației comunei Lîpnîkî era vorbitoare de polonă (66,85%), existând în minoritate și vorbitori de ucraineană (33,15%).